# Carlos Figueroa (judoka)
Carlos Figueroa Alarcón (ur. 27 marca 1985) – salwadorski judoka. Olimpijczyk z Londynu 2012, gdzie zajął 33. miejsce w wadze półlekkiej.
Uczestnik Pucharu Świata w 2009, 2010, 2011, 2012 i 2013. Siódmy na igrzyskach panamerykańskich w 2007 i 2011. Srebrny medalista mistrzostw panamerykańskich w 2010, a brązowy igrzysk Ameryki Środkowej i Karaibów w 2010. Wicemistrz igrzysk Ameryki Środkowej w 2013. Mistrz Ameryki Środkowej w 2010 roku.

## Letnie Igrzyska Olimpijskie 2012
| Konkurencja | Eliminacje               | Klas. końcowa |
| Konkurencja | Przeciwnik I             | Miejsce       |
| ----------- | ------------------------ | ------------- |
| 66 kg       | Sasha Mehmedovic (CAN) P | 33.           |